# Chapelle de la maison Rossell
La chapelle de la maison Rossell (catalan : capella de casa Rossell), est une chapelle familiale à Ordino, en Andorre. L'édifice est un Bien d'intérêt culturel de l'État andorran.

## Historique
La famille Rossell était une famille très importante depuis le XVe siècle tant à Ordino que dans le reste de l'Andorre. Sa fortune provenait des terres qu'ils ont accumulées et des forges de fer.
La famille, après avoir reçu l'autorisation de l'évêque d'Urgell en décembre 1779, a fait ériger et consacrer une chapelle durant les mois d'août et septembre 1780. La chapelle est dédiée à Notre-Dame de l'Immaculée Conception, dont elle conserve une sculpture, une œuvre remarquable du baroque andorran, réalisée par un artiste anonyme vers le milieu du XVIIIe siècle.
La maison Rossell reçut Jacint Verdaguer qui y séjourna lors de son passage en Principauté en 1883. Verdaguer officia la messe dans la chapelle.
À une époque indéterminée entre 1890 et 1930, des travaux sont documentés. En 1890, un clocher-mur à une seule ouverture a été ajouté avec une cloche toujours conservée de nos jours.
Elle a été restaurée par les équipes du Patrimoine culturel d'Andorre en 2001 et 2002 avant d'être protégée comme Bien d'intérêt culturel en juillet 2003. Entre 2013 et 2014, l'extérieur et le parc à l'est de la chapelle ont été réaménagés facilitant les accès des promeneurs.

## Description
On accède à la propriété Rossell par la gravada del Rossell en face de la maison d'Areny-Plandolit, perpendiculairement à la Carrer Major. La propriété s'étale en descendant cette ruelle jusqu'au riu de les Aubes. À gauche, la chapelle est accolée au pigeonnier.
C'est une petite chapelle baroque à une nef rectangulaire unique et orientée vers le nord-est, avec une petite sacristie adossée à l'ouest. Elle dispose d'un chœur, probablement d'origine, conduisant vers un passage couvert en bois reliant la chapelle à la maison, de façon à pouvoir y accéder sans avoir à traverser la rue. Depuis la rue, on accède à la chapelle en montant un escalier.
La façade principale au sud-ouest est orientée devant le portail d'entrée de la maison principale. Au dessus de la porte d'entrée principale de la chapelle, sont placés une ouverture d'une niche et un oculus. Le mur est en pierre apparente et présente diverses rayures décoratives faites de rangées d'ardoises en saillie. Sur la façade sud-est, en plâtre, il y a deux fenêtres, l'une circulaire et l'autre carrée.

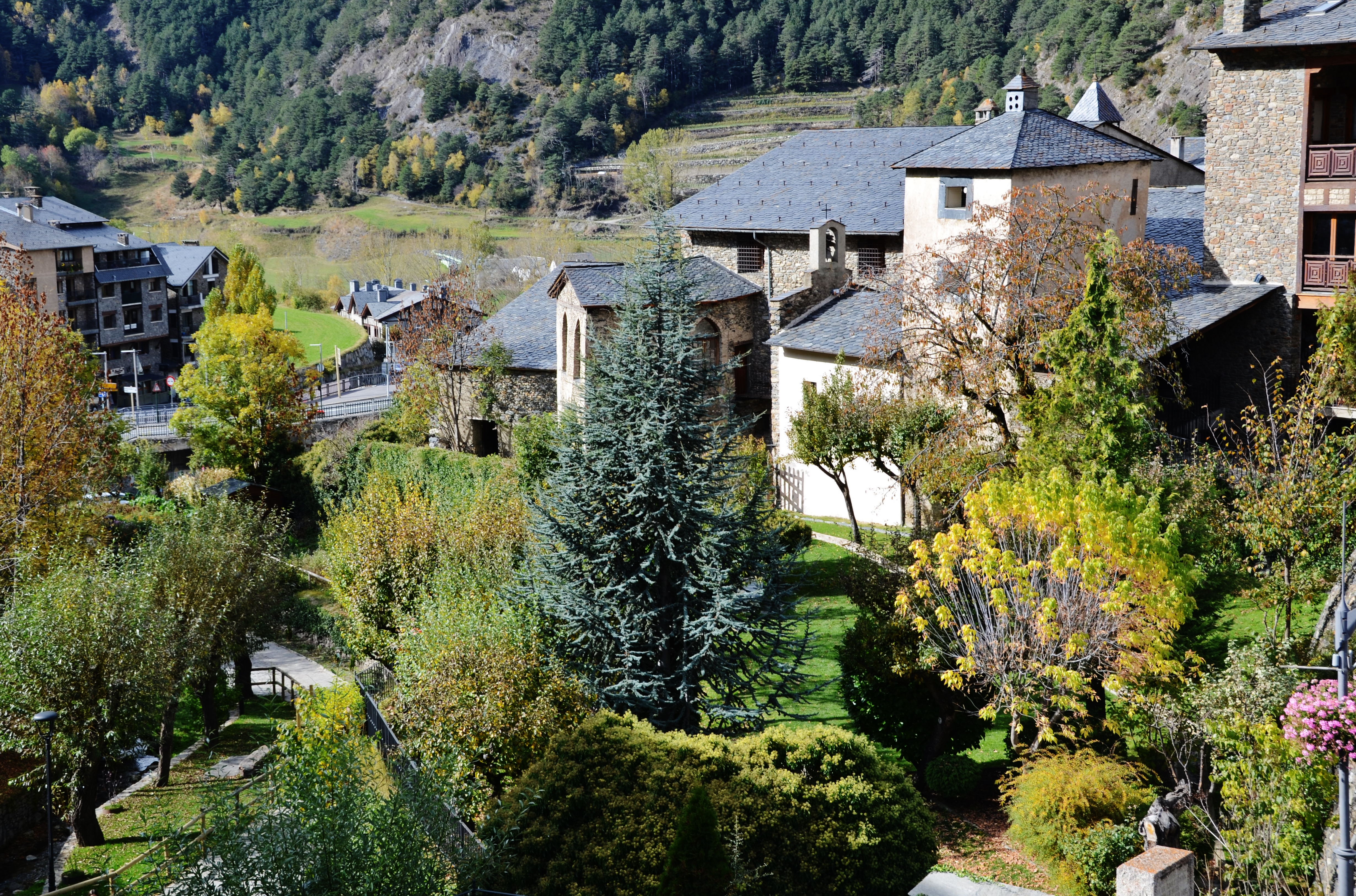
Vue générale de la maison Rossell.
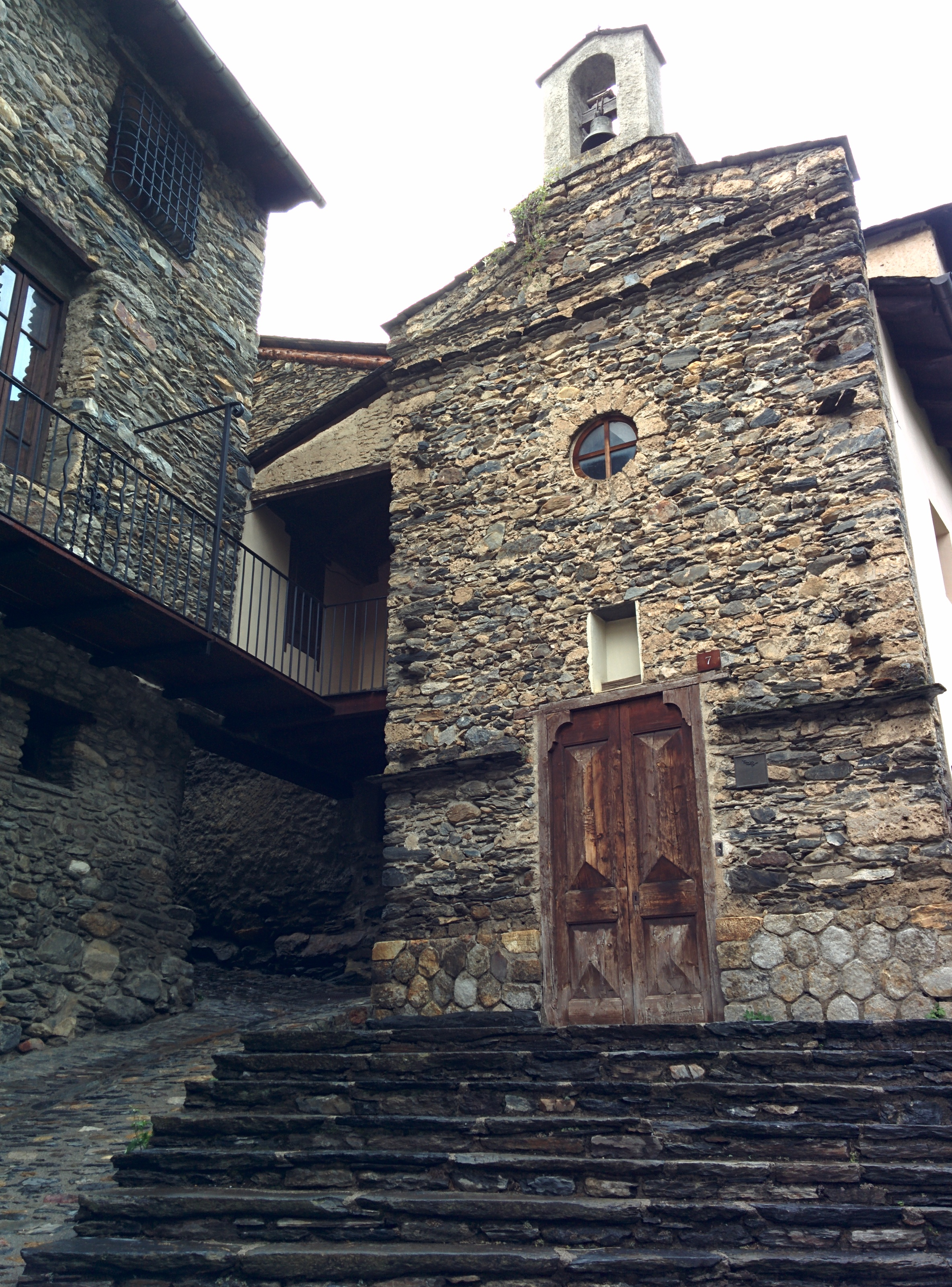
La rue, l'escalier et la façade.
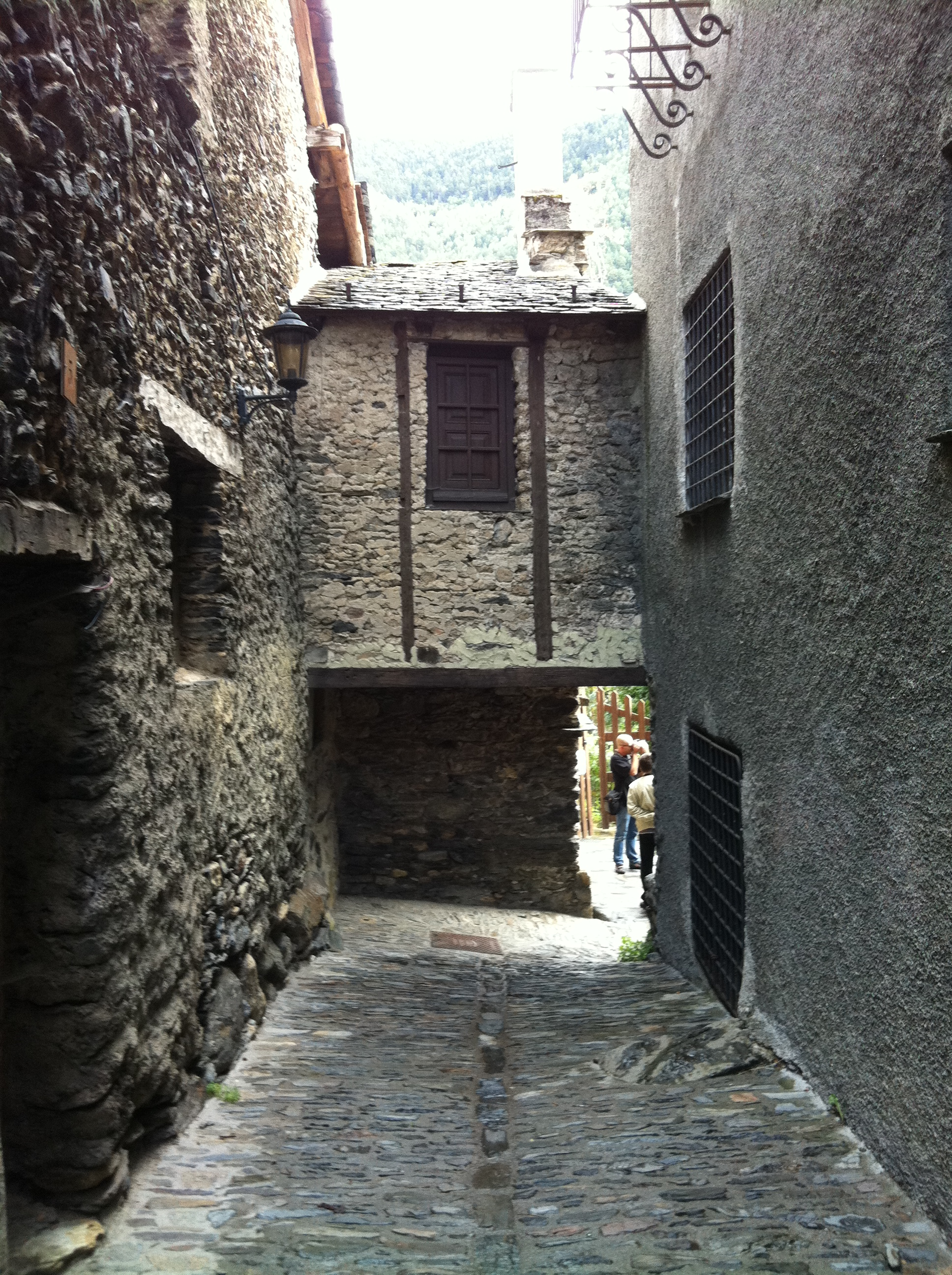
Passage couvert entre la chapelle et la maison.
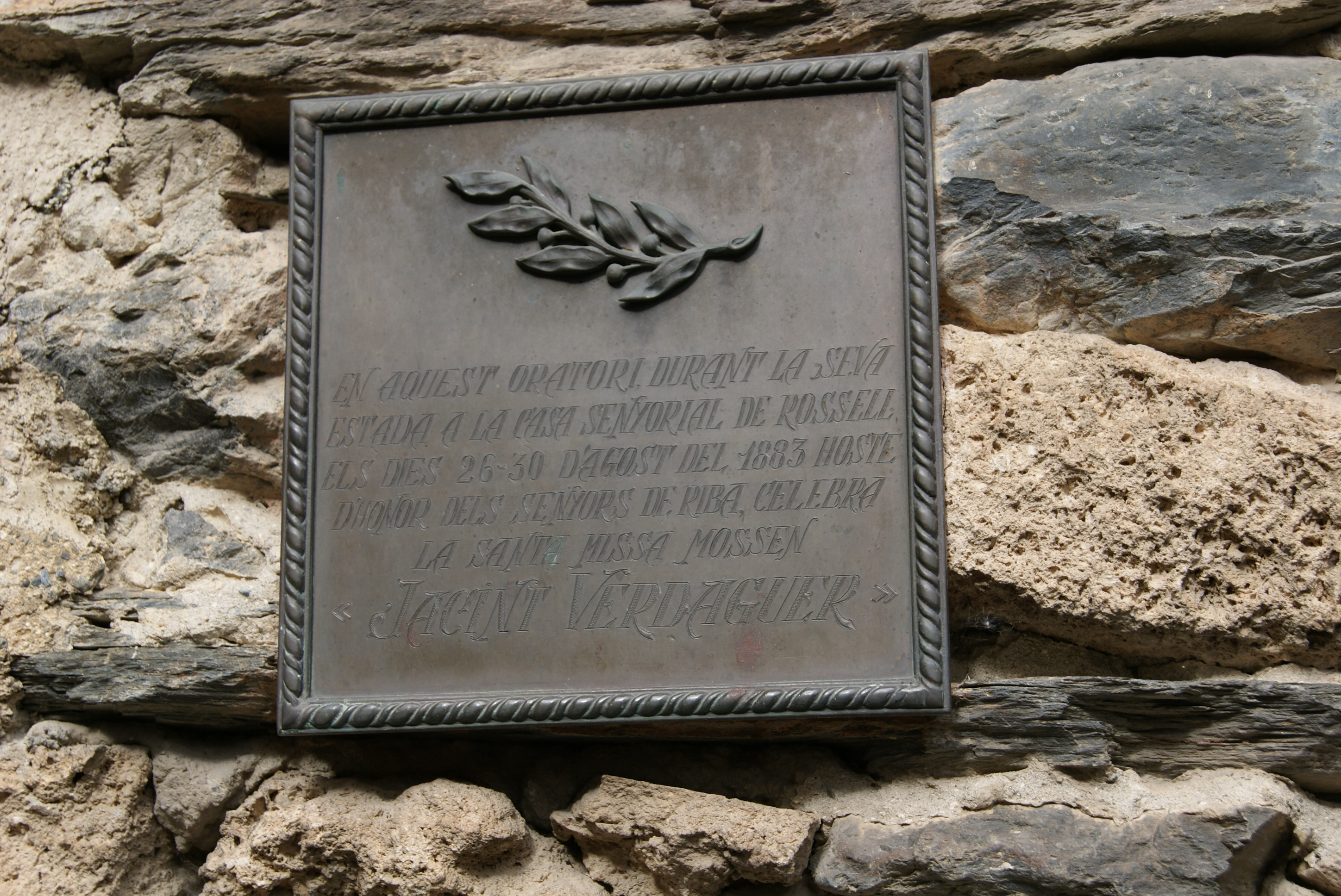
Plaque commémorant le passage de Jacint Verdaguer.